# 景和
景和（けいわ）は、南北朝時代、南朝宋の前廃帝劉子業の治世に行われた2番目の元号。465年。

## 出来事
- 元年8月：景和と改元。
- 元年11月：湘東王劉彧が前廃帝を宮中で殺害。
- 元年12月：湘東王が皇帝に即位し（明帝）、泰始と改元。

## 西暦・干支との対照表
| 永光 | 元年  |
| 西暦 | 465年 |
| 干支 | 乙巳  |

## 北朝の年号
- 北魏：和平6